# PECTAB
PECTAB (ang. Parametric Table) - szablon danych używany podczas komunikacji z urządzeniami do drukowania biletów i kart pokładowych (ang. Automated Ticket and Boarding Pass - ATB).
Specyfikacja PECTAB jest utrzymywana przez Stowarzyszenie Europejskich Linii Lotniczych.